# Potentilla chamissonis
Potentilla chamissonis es una especie de planta fanerógama perteneciente a la familia Rosaceae, distribuida por Svalbard, norte de Noruega, Groenlandia y el este Ártico del Canadá.

## Descripción
Es una planta herbácea perenne baja que alcanza los 10-25 cm de altura. Tiene tres hojas basales (raramente 5), peludas y pecioladas y tallos con largos pelos. Las  inflorescencias en ramas llevando varias flores grandes. Las flores tienen cinco pétalos  de color amarillo pálido y son más largas que los sépalos.

## Taxonomía
Potentilla chamissonis fue descrita por Eric Hultén y publicado en Botaniska Notiser 1945(2): 140–144, f. 4 [map], 5b, 7 [map]. 1945.
Etimología
Potentílla: nombre genérico que deriva del latín postclásico potentilla, -ae de potens, -entis, potente, poderoso, que tiene poder; latín -illa, -illae, sufijo de diminutivo–. Alude a las poderosas presuntas propiedades tónicas y astringentes de esta planta. 
chamissonis: epíteto latíno 
Sinonimia
- Potentilla hookeriana subsp. chamissonis (Hult‚n) Hult‚n
- Potentilla nivea subsp. chamissonis (Hult‚n) Hiitonen
- Potentilla nivea var. lapponica Cham. & Schltdl.
- Potentilla prostrata subsp. chamissonis (Hult‚n) Soj k (enlace roto disponible en Internet Archive; véase el historial, la primera versión y la última).[2]